# Federación Asturiana de Empresarios
La Federación Asturiana de Empresarios (FADE) es una organización que representa los intereses de los empresarios y los autónomos en el Principado de Asturias. Actúa como representación oficial en Asturias de la Confederación Española de Organizaciones Empresariales (CEOE) y la Confederación Española de la Pequeña y Mediana Empresa (CEPYME).

## Objetivos
- Defender los intereses de los empresarios asturianos, contribuyendo al crecimiento económico y al bienestar de nuestra sociedad.
- Promover la creación de un entorno favorable a la actividad empresarial en nuestra región.
- Servir de cauce de diálogo entre los empresarios y otros poderes políticos, económicos y sociales, como el Gobierno, Administraciones Públicas, sindicatos, etc.
- Realizar un seguimiento permanente de la actividad económica y sociolaboral de Asturias, con el fin de proponer soluciones que faciliten el aumento de la competitividad de las empresas.